# پنزر

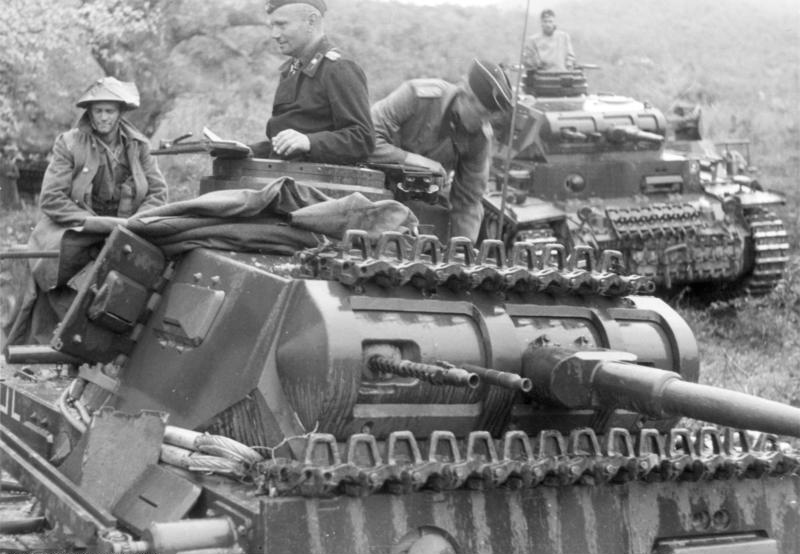
نیروی پنزر آلمانی

پنزر (به آلمانی: Panzer) واژه‌ای آلمانی است به معنای زره یا جوشن که عموماً به نیروی زرهی نیروی زمینی آلمان در دوره رایش سوم گفته می‌شود.